# Trichothurgus neoqueenensis
Trichothurgus neoqueenensis är en biart som först beskrevs av Heinrich Friese 1910.  Trichothurgus neoqueenensis ingår i släktet Trichothurgus och familjen buksamlarbin. Inga underarter finns listade i Catalogue of Life.